# Dzierżoniów
Dzierżoniów là một thị trấn thuộc Dzierżoniowski, tỉnh Dolnośląskie ở miền tây nam Ba Lan. Thị trấn có diện tích 20 km². Đến ngày 1 tháng 1 năm 2011, dân số của thị trấn là 33943 người và mật độ 1691 người/km².